# Vauxhall Nova
La Vauxhall Nova è un'autovettura di fascia bassa prodotta dal 1983 al 1993 dalla Casa automobilistica inglese Vauxhall.

## Descrizione
La vettura è la versione rimarchiata e ribattezzata della Opel Corsa, utilitaria della casa di Rüsselsheim.
Al contrario della Corsa, che ha mantenuto la sua denominazione dall'inizio, la versione marchiata Vauxhall ha mantenuto il nome Nova solo nella prima serie.
A partire dalla seconda serie della Corsa, e cioè dal 1993 in poi, anche la corrispondente versione inglese adottò tale nome, in seguito a un programma di unificazione e omogeneizzazione dei nomi che ha visto accordarsi la Opel e la Vauxhall stessa, entrambe nell'orbita della General Motors.

## Storia

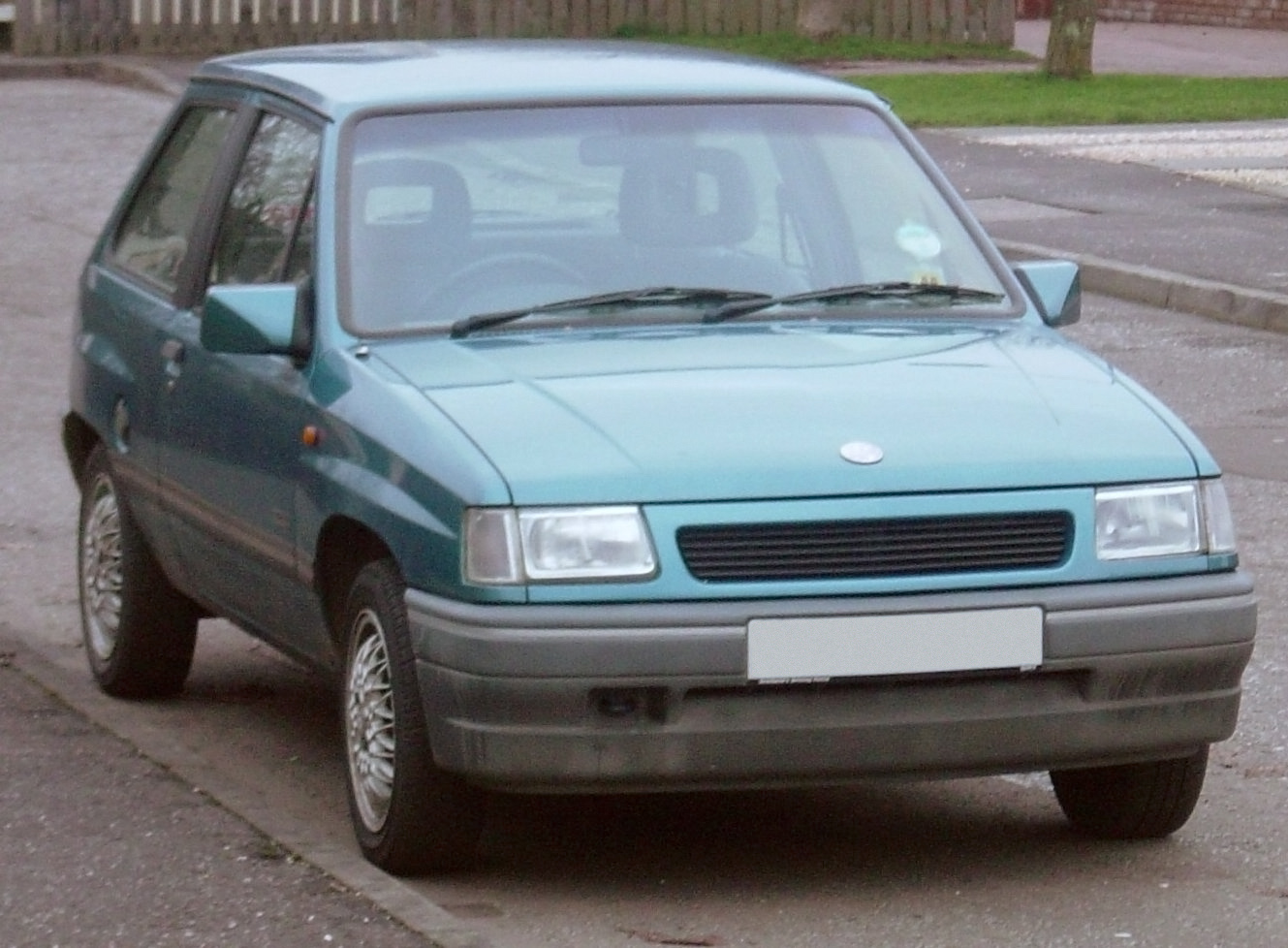
Nova dopo l'aggiornamento del 1990

Fu lanciata nell'aprile 1983, e venduta solo in Regno Unito con questo nome fino al 1993, però con la gemella tedesca condivideva lo stesso stabilimento di Saragozza (Spagna) dove veniva costruita nella catena di montaggio riservata alle Vauxhall, oltre che a vari componenti della carrozzeria, degli interni,dei motori, della plastiche ect.
Nel mercato d'oltremanica andò a sostituire la Vauxhall Chevette (che uscì di scena nel Gennaio 1984) che ebbe un buon successo non solo in Gran Bretagna,ma anche in qualche paese europeo come la Germania Occidentale, con questa vettura la casa di Luton se la vide con altre vetture di tale segmento come la Ford Fiesta e la nazionale Austin Metro che stava cominciando a mietere successi in Inghilterra come utilitaria più venduta.
La Nova ottenne un buon successo di vendita insieme alle già citate Fiesta, Metro,ma con l'avvento della ultima Nova prodotta nei primi mesi del 1993, divenne di colpo già vecchia con l'introduzione,da parte della concorrenza, della Peugeot 106 e della rinnovata Fiesta:per questo i dirigenti della casa inglese optarono per il ritiro dal mercato della vettura insieme alla gemella Opel e di immettere,di seguito la seconda serie che, adottò il nome Corsa per adattarsi al modello tedesco, nacque così la Vauxhall Corsa, e fu la seconda vettura della azienda ad adottare la stessa denominazione delle vetture Opel, la prima fu la Vauxhall Senator.

## Versioni

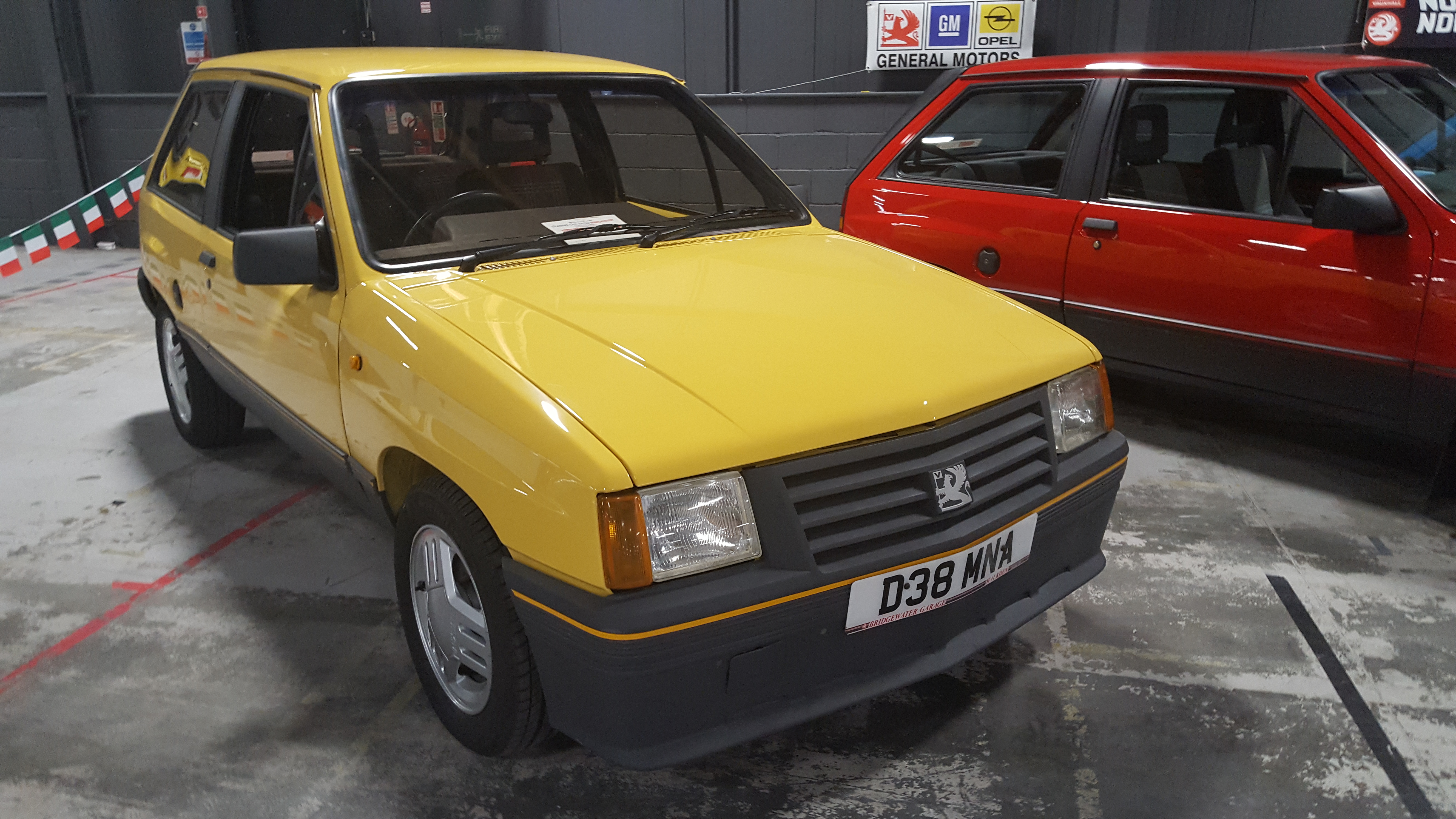
Vauxhall Nova 1.3 SR del 1986

Le versioni sono le stesse del modello tedesco per cilindrata, cavalli, coppia,ma con modifiche nei nomi per le versioni più spinte (la GSi in Regno Unito veniva venduta come GTE), i motori fanno parte della GM Family II,tranne le versioni 1.0 e 1.2 che si basavano sul motore OHV della Kadett C, ci fu, invece, l'introduzione del diesel 1.5 di fabbricazione Isuzu, la gran parte dei motori e dei componenti meccanici è condivisa con le Opel Kadett/Vauxhall Astra.

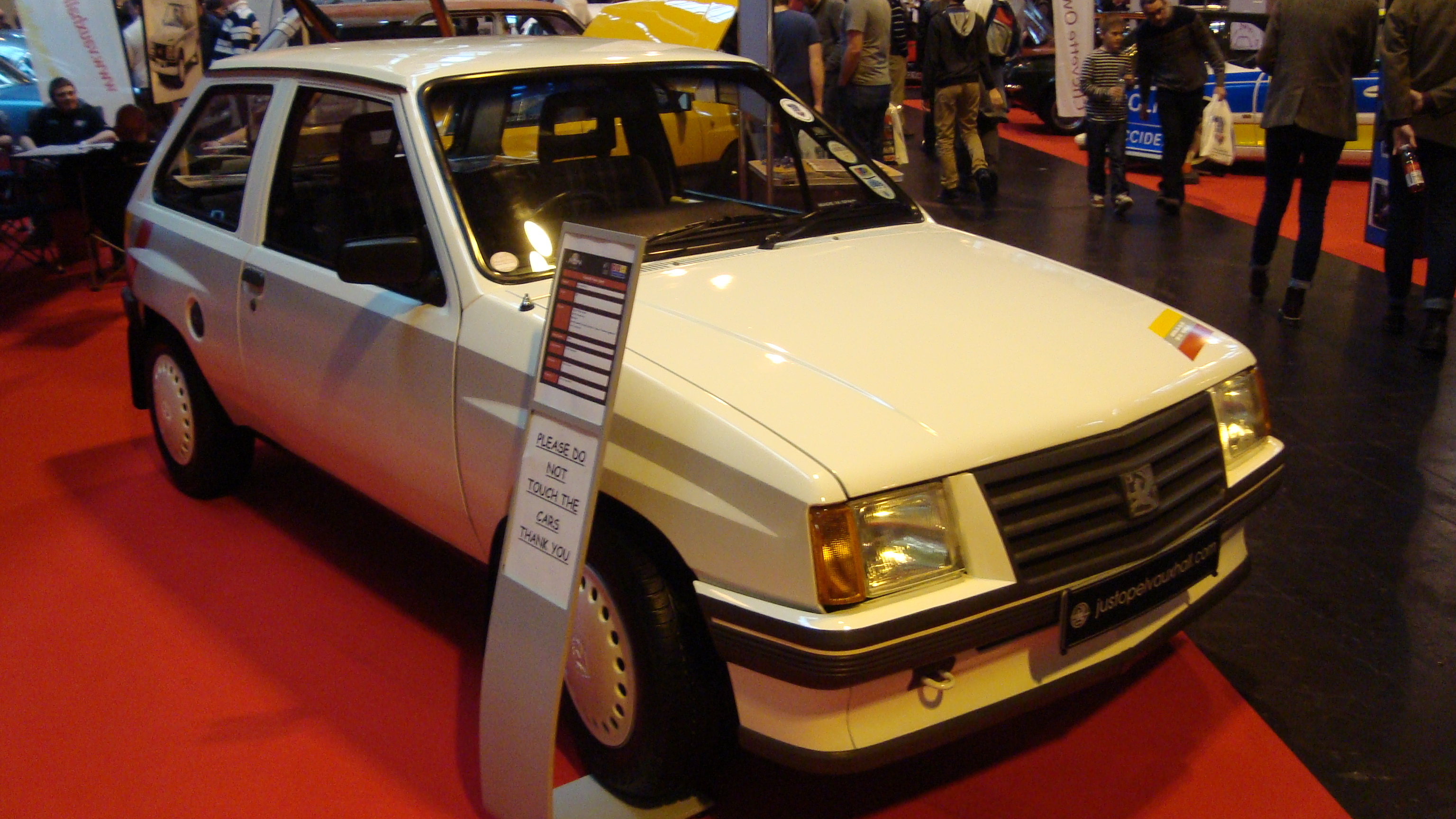
Vauxhall Nova Sport del 1985

Le versioni per il mercato britannico furono la "Sport" lanciata nel 1985 per l'omologazione della Nova, nella classe 1300 litri del Campionato Britannico Rally
- 1.0 l: benzina; 45 CV; carburatore
- 1.2 l: benzina; 55 CV; carburatore (poi a iniezione)
- '1.3 l: benzina; 70 CV; carburatore (poi a iniezione)
- '1.4 l: benzina; 75 cv; carburatore (poi a iniezione)
- 1.4 SRi l: iniezione Multipoint; 82 CV;
- 1.5 l (Isuzu): diesel: 50 CV; nel gennaio 1988 la potenza viene incrementata fino a 67 CV;
- 1.6 GSi (GTE in UK): iniezione Multipoint; 101 CV (98 CV in versione catalizzata);
- Sport (UK): colorazione bianca; motore tipo "13SB" con due carburatori Weber 40 DCOE, monoalbero a camme in testa; 93 CV; 180 km/h (112 mph); da 0 a 60 mph in 8.9, edizione limitata a 500 esemplari.

## Curiosità
Una particolarità di questa vettura era quello di poter accendere il quadro strumenti estraendo l'interruttore delle luci d'emergenza dal proprio alloggiamento e reinserirlo capovolto. Ciò avveniva probabilmente per un errore di progettazione del cablaggio dell'impianto elettrico. Questo permetteva l'accensione della macchina a spinta, senza l'utilizzo delle chiavi, come dimostrato da Jeremy Clarkson in Top Gear durante il primo episodio della ventunesima stagione.
La Nova ha avuto anche una lusinghiera carriera sportiva nei Rally durante gli anni ottanta e novanta nel Campionato Britannico Rallies, e fra i piloti possiamo citare il futuro Campione Mondiale Rally del 1995 Colin McRae.